# Jean Bergalet
Jean Bergalet, né le 26 juin 1904 à Pontacq et mort le 28 août 1969 à Pau, est un joueur français de rugby à XV, ayant évolué à la Section paloise. Son père Firmin, est architecte à Pau.
Il est sacré champion de France avec la Section en 1928 aux postes de pilier et de deuxième ligne. Surnommé « Le pilier qui joue » durant sa carrière, il prend sa retraite sportive en 1934.
Bergalet était concessionnaire automobile de profession.

## Biographie

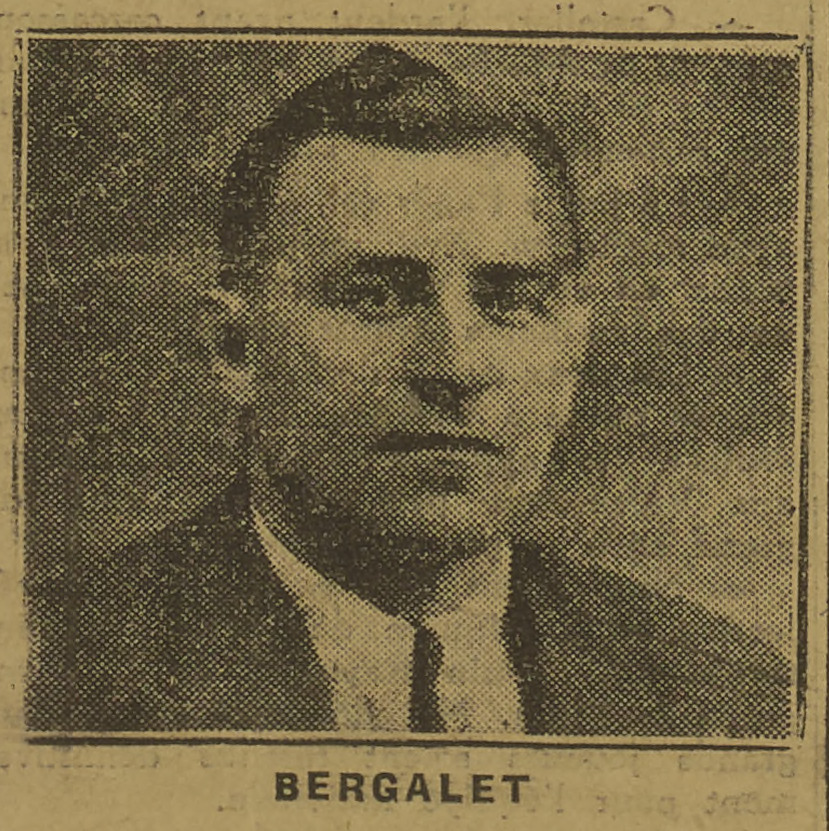
Jean Bergalet en 1933.

Bergalet effectue sa scolarité au lycée de Pau et entre en école de commerce à Bordeaux en 1922.
Il commence sa carrière sportive à la Section paloise l'année suivante, en 1923. Bergalet y effectue l'intégralité de sa carrière, remportant notamment le championnat en 1927-1928,,,.
Juste avant la fin de sa carrière, il est sélectionné dans l'équipe du Reste, lors d'un match de sélection face à l'Équipe de France de rugby à XV disputé à Bordeaux.
Bergalet fait partie de l'équipe de France qui affronte l'Allemagne à Colombes en janvier 1934.
Avec Albert Cazenave et David Aguilar, Jean Bergalet contribue à faire du pack palois l'un des plus réputés de France dans les années 1930.
Recruteur pour la Section paloise, il tente de dénicher des talents de l'autre côté des Pyrénées, en Aragon dans les années 1930.